# Massimiliano Massimo
Massimiliano Massimo (Roma, 3 gennaio 1849 – Roma, 6 maggio 1911) è stato un gesuita ed educatore italiano, fondatore dell'istituto omonimo.

## Biografia

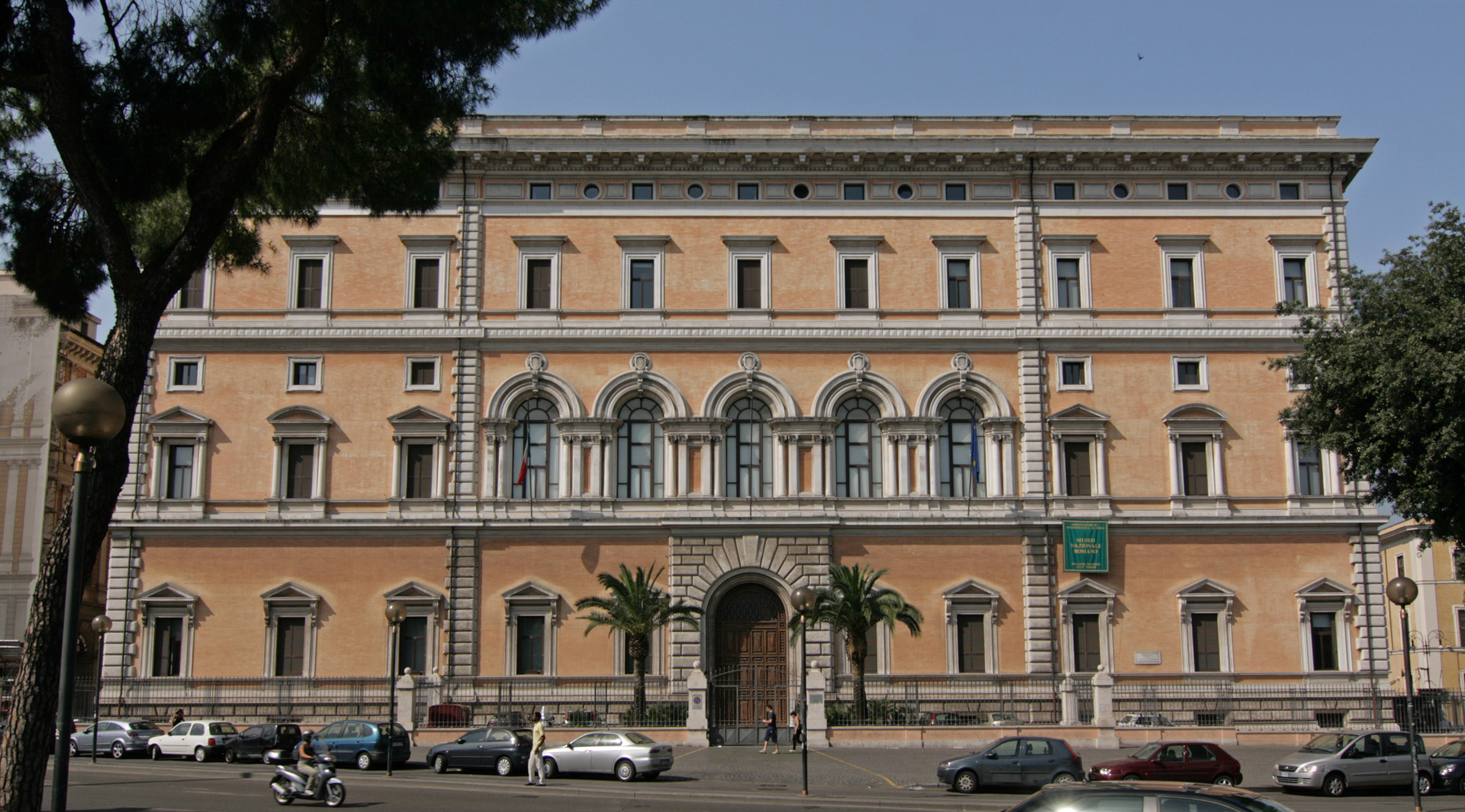
Palazzo Massimo alle Terme

Nacque da Vittorio Emanuele Camillo IX Massimo, principe di Arsoli, e dalla sua seconda moglie, Giacinta della Porta Rodiani. Apparteneva all'omonima famiglia romana la cui origine una tradizione leggendaria fa risalire alla Gens Fabia dell'antica Roma. Massimo entrò nella Compagnia di Gesù, l'ordine fondato da Ignazio di Loyola che in Italia era impegnato soprattutto in campo educativo; fu ordinato sacerdote nel 1876 ed entrò nel Convitto gesuita di Villa Mondragone come insegnante.
Nel 1873, alla morte del padre, Massimiliano Massimo aveva ereditato il palazzo detto Alle Terme o Palazzo di Termini, un'opera di Domenico Fontana che faceva parte della Villa Peretti-Montalto. Nel 1879 mise a disposizione dell'Ordine il Palazzo di Termini per fondare una scuola secondaria che continuasse, sul modello di Mondragone, l'opera educativa del Collegio Romano, la cui sede era stata confiscata dallo stato italiano nel 1870. L'istituto ospitava le scuole elementari, il ginnasio-liceo e le scuole tecniche; fu intitolato dapprima a Maria Immacolata, ma fu chiamato ufficiosamente, fin dagli inizi, "Istituto Massimo".
Dopo la demolizione dell'antico Palazzo di Termini per permettere la costruzione della vicina Stazione di Roma Termini, nel periodo 1883-87 venne costruito, su progetto dell'architetto Camillo Pistrucci, Palazzo Massimo alle Terme che ha ospitato il Collegio Massimo fino al 1960, quando la scuola si trasferì nella sua attuale sede all'EUR. Il precedente Palazzo Massimo alle Terme fu acquistato nel 1983 dallo Stato italiano, che ne fece la sede principale del Museo nazionale romano. Una lapide commemorativa all'ingresso del Museo ricorda la precedente funzione dell'edificio.